# سنگاب

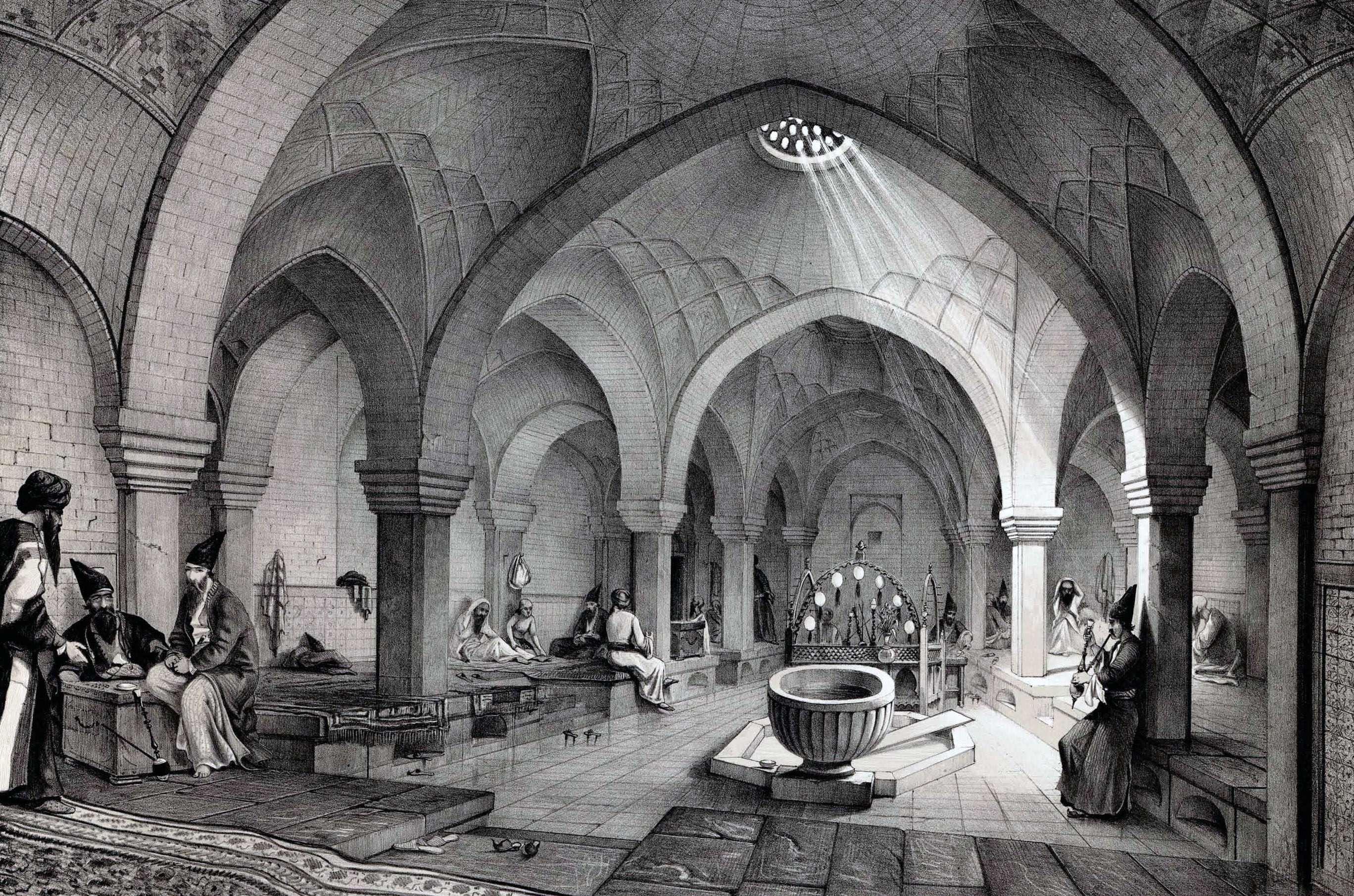
سنگاب در میان حمام خسروآقا

سنگاب

سنگاب ظرف سنگی بزرگی است که در گذشته آن را از آب پر می‌کرده‌اند و برای وضوگرفتن یا آشامیدن بکار میرفته‌است. محل نصب سنگاب معمولاً در حیاط مسجد یا امامزاده بوده‌است، ولی بر حسب نیاز در سایر مکان‌های عمومی هم از آن استفاده می‌کرده‌اند.
کلمه سنگاب در لغت‌نامه دهخدا چنین تعریف شده‌است: «ظرف بسیار بزرگ که تواند چند خروار آب گیرد از یک پاره سنگ تراشیده که در مسجدها برای آشامیدن یا وضو دارند. (یادداشت مؤلف). دوستکانی بزرگ که از یک پاره سنگ تراشیده و در مساجد و تکایا نهند برای آب خوردن و وضو ساختن. ظرف بزرگ از سنگ تراشیده که یک کُر و بیشتر آب گیرد و در مساجد و امامزاده‌ها نهند...». در فرهنگ معین تعریف زیر برای سنگاب آمده‌است: «ظرف بزرگ آب از جنس سنگ که در مساجد و جاهایی مانند آن قرار می‌دادند».

## سنگاب‌های شهر اصفهان
در مسجدها و امامزاده‌های شهر اصفهان مجموعاً بیش از ۵۰ سنگاب وجوددارد که مربوط به دورانهای صفویه و قاجاریه هستند.

### سنگاب‌های مسجد امام
مجموعاً هفت سنگاب در مسجد امام وجود دارد. این سنگاب‌ها از دوران صفویه هستند.
۱- سنگاب در ورودی: این سنگاب بر روی پایه‌ای هشت‌ضلعب در برابر درِ ورودی مسجد قراردارد، و از سنگ یشم ساخته‌شده‌است. کتیبه‌ای بر روی این سنگاب وجود ندارد، و بر سطح خارجی آن، با فاصله‌ای از لبه، نقشهای برجسته گل و بته کنده‌کاری شده‌است. از اواخر دهه ۱۳۷۰ حفاظی چوبی برای جلوگیری از آسیب‌های احتمالی دور سنگاب نصب شده‌بود که در سال ۱۳۸۹ با حفاظی شیشه‌ای تعویض شد. با وجود حفاظ امکان لمس سنگاب وجود ندارد.
۲- سنگاب چهلستون غربی: این سنگاب هم از سنگ یشم ساخته‌شده و بر پایه‌ای هشت ضلعی در میان دو مربع سنگی پاشویه‌دار قرارگرفته‌است. علاوه بر نقش‌های گل و بته در سطح خارجی سنگاب، در اطراف لبه آن اشعاری به خط نستعلیق به صورت برجسته کنده‌کاری شده‌است، و در بین بیت‌های شعر اصلی، جملات شعرگونه دیگری در وصف علی نگاشته‌شده‌اند. متن اشعار به این قرار است:
| چون به فرمان سلیمان شاه جهان     |  | آنکه باشد فلکش از مه نو حلقه به گوش |
| علی حبه جنه                      |  |                                     |
| شاه جم‌جاه کز آوازه آب تیغش       |  | شد به کانون جهان آتش بیدار خموش     |
| قسیم النار و الجنه               |  |                                     |
| گشت در مسجد شاه این قدح آب تمام  |  | که ز هم چشمی او جام بیامد به خروش   |
| وصی المصطفی حقاً                  |  |                                     |
| نیست بر ساغر زرین فلک چشمک‌زن     |  | بسکه موجش شده چون آب گهربار ز نوش   |
| امام‌الانس و الجنه                |  |                                     |
| گرچه سرپوش به دریا نتوان پوشیدن  |  | لیک بر شهرت بحرست حبابش سرپوش       |
| یا قاهرالعدوّ                     |  |                                     |
| حضر چون وصف روان‌بخشی این آب شنید |  | گفت با آب بقا آب رخ خود مفروش       |
| یا والی‌الولی                     |  |                                     |
| چون به یاد شهدا آبخوری می‌گوید    |  | لب باز قدح او که به جان بادت نوش    |
| یا مظهرالعجایب                   |  |                                     |
| فکر سامی پی تاریخ به هر سو می‌گشت |  | گفتمش زمزمی از کعبه ثانی زده جوش    |
| یا مرتضی علی ۱۰۹۵                |  |                                     |

بر اساس این شعر، سنگاب در زمان شاه سلیمان و در تاریخ ۱۰۹۵ (قمری) برابر با ۱۰۶۳ (خورشیدی) ساخته‌شده‌است. با استفاده از حساب ابجد، جمله «زمزمی از کعبه ثانی زده جوش» هم همین تاریخ را بدست می‌دهد.
۳- سنگاب چهلستون شرقی: این سنگاب از جنس سنگ آهک است و به این دلیل دارای نقش و رگه‌های طبیعی است. پایه آن هشت‌گوش است و در میان دو پاشویه چهارگوش قراردارد.
۴- سنگاب گنبد غربی: این سنگاب از جنس سنگ مرمر است و پایه‌ای چهارگوش دارد که در میان دو پاشویه قرار گرفته‌است. آب اضافی که از سنگاب بیرون می‌ریخته در پاشویه‌ها جمع می‌شده‌است. به علت نرم بودن جنس سنگ مرمر، در طول زمان مردم یادگاریهایی بر روی این سنگاب نوشته‌اند.
۵- سنگاب گنبد شرقی: این سنگاب قرینه سنگاب گنبد غربی است، و دارای همان جنس، شکل، و خصوصیات نصب است.
۶- در دالان مشرف به حیاط در گوشه جنوب غربی مسجد سنگابی وجوددارد که این جملات بر روی آن حک شده‌اند: «وقف حضرت امام حسین کرد این حوض را هرکه طمع کند به لعنت خدا گرفتار شود. سنه ۱۹۰۱». به نظر می‌رسد که سنگتراش تاریخ را اشتباه حکاکی کرده‌باشد و تاریخ درست احتمالاً سال ۱۰۹۱ (قمری) است که برابر سال ۱۰۵۹ (خورشیدی) و مصادف با حکومت شاه سلیمان خواهدبود.
۷- در انتهای شرقی مدخل اصلی مسجد سنگاب دیگری قرار دارد که شبیه به سنگاب دالان جنوب غربی است، و دارای چند نقش ساده و ناقص بر بدنه و برجستگی جای کاسه آب است. این سنگاب بر روی پایه گردی قراردارد.

### سنگاب‌های امامزاده اسماعیل
در حیاط امامزاده اسماعیل دو سنگاب وجود دارد که در دو نبش شرقی و غربی حوض قرار گرفته‌اند.
۱- سنگاب شرقی: کتیبه‌ای که شامل صلوات به چهارده معصوم است به صورت برجسته و به خط ثلث بر اطراف لبه این سنگاب تراشیده شده‌است، و بقیه بدنه حاوی نقوش گل و بته برجسته است. پایه سنگاب چهارگوش است. علاوه بر کتیبه ذکرشده، نوشته دیگری هم به این شرح بر روی سنگاب دیده‌می‌شود: «وقف نمود بر آستانه حضرت امامزاده اسماعیل این حوض را حاجیه شاهمر بنت حاج میرزا علی جزی برخواری سنه ۱۰۴۹». بر اساس این مدرک، سنگاب در سال ۱۰۴۹ (قمری) برابر با سال ۱۰۱۸ (خورشیدی) که مصادف با حکومت شاه صفی بوده ساخته‌شده‌است.
۲- سنگاب غربی: پایه این سنگاب همانند سنگاب شرقی است. بر روی بدنه خارجی سنگاب کتیبه صلوات بر چهارده معصوم به خط ثلث، و در زیر آن نقشهای تزئینی برجسته در سه ردیف مشخص وجوددارد. پنج کنده‌کاری دایره‌ای شکل (جامگاه) که محل قرارگرفتن کاسه‌های آبخوری بوده‌است در لبه سنگاب به چشم می‌خورد.

### سنگاب‌های مسجد جامع
درمسجد جامع اصفهان چهار سنگاب قراردارند.
۱- سنگاب ایوان درویش: در ایوان شمالی مسجد جامع که ایوان درویش نام دارد، سنگابی از جنس سنگ پارسی قرار گرفته‌است. این سنگاب ابتدا در مجاورت مقبره علامه مجلسی قرارداشته و بعد به محل کنونی منتقل شده‌است. قطر دهانه سنگاب ۱۱۵ سانتیمتر است، ولی نیمی از آن بعلت شکستگی از بین رفته است. کتیبه بدنه این سنگاب به زبان‌های فارسی و عربی و به خط ثلث است. آنچه از متن کتیبه بجا مانده به شرح زیر است:
... و صل علی زین العباد علی و الباقر محمد و الصادق جعفر و الکاظم موسی و الرضا علی و التقی محمد و النقی...
| کرد وقف شاه مظلومان حسین ابن علی    |  | هرکه نوشد آب گوید لعن بر ابن زیاد |
| شد تمام این جام در عهد شه ایران صفی |  | ......                            |

لبه این سنگاب دارای پنج جامگاه بوده‌است که شکستگی نیمی از سنگاب باعث شده که تنها دوتا از آن‌ها باقی‌بمانند. نقشهای بدنه این سنگاب هم در اثر فرسایش تا حدودی از بین رفته‌اند.
۲- سنگاب ایوان صاحب: ایوان جنوبی مسجد جامع، ایوان صاحب نام دارد و سنگابی ساده در روبری آن قرار گرفته‌است. این سنگاب در میان حوضچه‌ای از سنگ چهارگوش قرارگرفته‌است و روی لبه آن پنج جامگاه طراحی شده‌است. سطح خارجی سنگاب در بالا شامل کتیبه صلوات بر چهارده معصوم به خط ثلث و نقشهای کنگره‌دار کوچک، و در قسمت پایین سنگاب نقشهای کنگره‌دار بزرگ است. همچنین بر روی بدنه سنگاب کتیبه‌ای به این مضمون نقش‌بسته‌است:
وقف شرعی نمود توفیق... استاد امین ولد اسمعیل... فی ۱۱۰۲
۳ و ۴- دو سنگاب کوچک دیگر هم در مسجد جامع اصفهان وجود دارند که یکی در کنار حوض میان حیاط مسجد، و دیگری در برابر ایوان استاد (ایوان غربی) قرار گرفته‌اند.

### سنگاب‌های مدرسه چهارباغ
دو سنگاب در داخل مدرسه چهارباغ قرار دارند؛ یکی در سرسرای ورودی و دیگری در صحن مدرسه.
۱- سنگاب سرسرای ورودی از جنس سنگ پارسی است و بر روی آن کتیبه صلوات بر چهارده معصوم به خط ثلث برجسته در لوحه‌های کوچکی کنده‌کاری شده‌است. همچنین بر طبق کتیبه، سنگاب در ماه شعبان سال ۱۱۱۰ (قمری) توسط سنگتراشی به نام «محمد طاهر» ساخته‌شده‌است. در وسط دو لوح آخر عبارات زیر به خط نستعلیق وجوددارد:
(کتیبه اقل الطلبة محمد مهدی الحسینی عفی عنه)

(در شهر شعبان‌المعظم سنه ۱۱۱۰ به اتمام رسید عمل کمترین محمد طاهر)
۲-  سنگاب موجود در صحن مدرسه روبروی ایوان جنوبی قرارگرفته و آنهم از جنس سنگ پارسی است. کتیبه این سنگاب به شرح زیر است:
(وفق حضرت امام حسین صلوات الله و سلامه علیه نمود این سنگاب را
حاجی ابوالحسن اردکانی فی شوال المکرم سنة تسعین و الف)
بر طبق کتیبه، سنگاب را در سال ۱۰۹۰ (قمری) ساخته‌اند. از آنجایی که سال ساخت مدرسه چهارباغ بین سال‌های ۱۱۱۶ (قمری) و ۱۱۲۶ (قمری) و در زمان حکومت سلطان حسین صفوی است، چنین استنباط می‌شود که سنگاب قبل از ساختمان مدرسه در جای دیگری قرارداشته و بعداً به صحن مدرسه انتقال داده‌شده‌است.